# Nils Åberg
Det finns även en yngre historiker Nils Åberg född 1938 som samarbetat mycket med Lars O. Lagerqvist.
Nils Fritiof Åberg, född 24 juli 1888 i Norrköping, död 28 februari 1957 i Västerleds församling i Stockholm, var en svensk arkeolog. 

## Studier och arbetsliv
Efter studentexamen i Norrköping 1907 påbörjade Åberg sina universitetsstudier vid Uppsala universitet, där han disputerade för doktorsgrad 1912 i arkeologi på avhandlingen Studier över den yngre stenåldern i Norden och Västeuropa; dessförinnan hade han blivit filosofie kandidat 1910 och filosofie licentiat 1911. Fram till 1928 var Åberg knuten till Uppsala universitet, där han 1915 blev docent i nordisk och jämförande fornkunskap, men hade tjänstledighet några år för att skaffa sig praktisk erfarenhet. År 1916 tjänstgjorde han vid Provinzialmuseum i Halle an der Saale samt under delar av 1927 och 1928 vid Statens historiska museum. Sistnämnda år tog Åberg tjänst vid Stockholms högskola, blev docent och tillförordnad lärare i nordisk och jämförande fornkunskap, och senare högskolans förste professor i ämnet under åren 1940–1953. (Formellt erhöll han professors namn 1940 och innehade från 1949 den nyinrättade professuren i nämnda ämne vid högskolan, fram till sin pensionering 1953.) Han invaldes i Vitterhetsakademien 1951.
Nils Åberg var son till disponent Otto Fritiof Åberg och Ellen Johanna Svanström. Han gifte sig 1937 med Gunhild Elisabet Berlin. Nils Åberg är begraven på Skogskyrkogården i Stockholm.

## Forskningsområde
Åberg publicerade ett sjuttiotal vetenskapliga undersökningar över alla förhistoriska perioder utom den äldre stenåldern. Forskningen var internationellt orienterad och främst inriktad på kronologiska och stilhistoriska problem, så kallad typologi. Han ställde det nordiska artefaktmaterialet – yxor, fibulor och keramik – i relation till material från övriga Europa, om vilket han genom resor och museistudier hade förvärvat en god kännedom. Från 1940-talet specialiserade han sig allt mer mot stilhistoriken kring vendel- och vikingatidens konsthantverk.

## Övrigt
- Nils Åbergs gata i stadsdelen Klockaretorpet i Norrköping har fått sitt namn efter honom.